# Pseudaonidia dryandrae
Pseudaonidia dryandrae är en insektsart som först beskrevs av Fuller 1897.  Pseudaonidia dryandrae ingår i släktet Pseudaonidia och familjen pansarsköldlöss. Inga underarter finns listade i Catalogue of Life.